# Труд-Гребеник
Труд-Гребеник (укр. Труд-Гребеник) — село, относится к Раздельнянскому району Одесской области Украины.
Основано в качестве еврейской земледельческой колонии «Труд».
Население по переписи 2001 года составляло 13 человек. Почтовый индекс — 67411. Телефонный код — 4853. Занимает площадь 0,366 км². Код КОАТУУ — 5123981106.

## Местный совет
67411, Одесская обл., Раздельнянский р-н, с. Гаевка